# Agios Chariton
Agios Chariton (in greco Άγιος Χαρίτων?; in turco Ergenekon, precedentemente Ayharita) è un piccolo villaggio di Cipro. Esso appartiene de facto al distretto di Gazimağusa della Repubblica Turca di Cipro del Nord,  mentre de iure fa parte del distretto di Famagosta della Repubblica di Cipro. Questo villaggio è sempre stato abitato quasi esclusivamente da turco-ciprioti.
Agios Chariton nel 2011 aveva 96 abitanti.

## Geografia fisica
Il villaggio si trova a 10 chilometri a nord di Marathovounos, sul lato meridionale della catena montuosa di Kyrenia.

## Origini del nome
Il nome significa "San Caritone", e Chariton significa "grazia" in greco. I turco-ciprioti chiamavano il villaggio Ayharita, ma nel 1958 hanno cambiato il nome in Ergenekon. Nell'antica mitologia turca, Ergenekon era il nome di una valle segreta nei monti Altaj. Secondo la leggenda, la valle di Ergenekon, con le sue alte montagne circostanti, fu per secoli un rifugio segreto per un piccolo numero di turchi sopravvissuti a un massacro mongolo e rinchiusi lì. Durante l'isolamento, il loro numero si moltiplicò fino a quando la valle divenne troppo piccola per loro. Per uscire da questa enclave fusero una montagna di ferro. Dopo essere stati liberati, iniziarono la conquista del mondo sotto la guida di un lupo grigio di nome Asena.

## Società

### Evoluzione demografica
Durante il periodo britannico il villaggio fu abitato quasi esclusivamente da turco-ciprioti. Nella prima metà del XX secolo, la popolazione del villaggio aumentò costantemente, passando da 56 abitanti nel 1901 a 114 nel 1946. Secondo il primo censimento della Repubblica di Cipro del 1960, la popolazione del villaggio era di 119 abitanti.
Nessuno della popolazione originaria è stato sfollato; tuttavia, il villaggio è servito come centro di accoglienza transitorio per alcuni sfollati turco-ciprioti nel 1964. Dal 1964 al 1974 ha fatto amministrativamente parte dell'enclave turco-cipriota Kiados (Chatos)/Serdarlı, per la quale fungeva da avamposto. Il geografo politico Richard Patrick ha stimato che la popolazione del villaggio fosse di 116 abitanti nel 1971, con un piccolo calo rispetto ai 119 del censimento del 1960.
Attualmente il villaggio è abitato principalmente dai suoi abitanti originari. A causa della migrazione dei giovani per trovare lavoro in città e all'estero, la popolazione del villaggio è diminuita notevolmente, passando da 116 abitanti nel 1971 a 96 nel 2006.